# Бергкирхвайх
Бергкирхвай (нем. Bergkirchweih) — одно из самых старейших и крупнейших народных гуляний (нем. Volksfest) в Баварии (Германия), проводимое в среднефранконском городе Эрланген ежегодно в середине или конце весны.
Начало гуляния всегда приурочено к четвергу перед праздником Дня Святой Троицы. Бергкирхвай, также, как и Октоберфест, всегда начинается с торжественного открытия в 17 часов обербюргермайстером (мэром) города Эрланген и заканчивается через двенадцать дней в понедельник поздно вечером.
Праздник проходит на северной оконечности исторического центра города у подножия и на южном склоне доминирующего в рельефе города холме, называемого жителями "Берг". Название холма входит в полное название праздника (первая часть слова) и определяет второе, сокращенное и неофициальное, но любимое местными жителями народное название "дер Берг" (или "Берх" на местном франконском диалекте немецкого языка).
После Октоберфеста в Мюнхене и Гойбоденфеста в Штраубинге праздник Бергкирхвай является третьим по величине народным гулянием в Баварии.

## Традиционная еда и напитки

### Пиво
Специально для праздника местными пивоварнями варится особый сорт пива "Бергкирхвайбир", который после варки выдерживается несколько месяцев в дубовых бочках и отличается повышенной крепостью (ок. 7 градусов). Пиво подается в специально изготавливаемых каждый год для праздника вытянутых цилиндрических пивных кружках объемом 1 литр, называемых "масс" (die Maß).

### Крепкие алкогольные напитки
Одним из наиболее любимых гостями фестиваля крепких напитков является сливовая крепкая наливка, подаваемая обычно в маленьких стеклянных стопках, расширяющихся кверху, вместе с насаженной на деревянную палочку засахаренной сливой, которую кладут в стаканчик непосредственно перед наливанием напитка.

### Традиционные закуски и блюда
Специально для праздника готовятся крендельки из пшеничной муки, называемые местными жителями "брецель", всевозможных размеров, вплоть до огромных форм: около 50 см в длину и до 5-7 см в поперечнике самого толстого места "плечика" кренделя. 